# Rattus enganus
Rattus enganus  (Miller, 1906) è un roditore della famiglia dei Muridi endemico dell'isola di Enggano.

## Descrizione

### Dimensioni
Roditore di medie dimensioni, con la lunghezza della testa e del corpo di 228 mm, la lunghezza della coda di 257 mm, la lunghezza del piede di 46 mm e la lunghezza delle orecchie di 19 mm.

### Aspetto
La pelliccia è soffice e setosa, più ruvida lungo la schiena. Le parti superiori sono giallo-brunastre, cosparse di lunghi peli nerastri, mentre l parti inferiori sono grigio chiaro. Il dorso delle zampe è cosparso di piccoli peli grigio chiaro. La coda è più lunga della testa e del corpo, uniformemente marrone scuro e ricoperta da 12 anelli di scaglie per centimetro.

## Biologia

### Comportamento
È una specie terricola.

## Distribuzione e habitat
Questa specie è conosciuta soltanto attraverso un individuo maschio catturato nel 1904 sull'isola di Enggano, lungo le coste nord-occidentali di Sumatra, ed ora conservato con il numero di catalogo USNM 140976 presso il National Museum of Natural History di Washington.

## Conservazione
La IUCN Red List, considerato che questa specie è conosciuta soltanto da un esemplare e che ne non sono stati più catturati da oltre un secolo, classifica R.enganus come specie con dati insufficienti (DD).

È da ritenersi probabilmente estinta.